# (1748) Mauderli
(1748) Mauderli est un astéroïde de la ceinture principale d'astéroïdes.

## Description
(1748) Mauderli est un astéroïde de la ceinture principale d'astéroïdes. Il fut découvert par Paul Wild le 7 septembre 1966 à l'observatoire Zimmerwald. Il présente une orbite caractérisée par un demi-grand axe de 3,927 UA, une excentricité de 0,226 et une inclinaison de 3,298° par rapport à l'écliptique.
Il fut nommé en hommage au Professeur Sigmund Mauderli (1876-1962), directeur de l'institut d'astrophysique de Berne.

## Compléments